# Гаврилівка (Берестинський район)
Гаври́лівка — село в Україні, у Берестинському районі Харківської області. Населення становить 63 осіб. Орган місцевого самоврядування — Станичненська сільська рада.

## Географія
Село Гаврилівка розташоване на відстані 2,5 км від витоків річки Грушева. На відстані 1 км знаходиться село Ляшівка. Поруч проходить автомобільна дорога Р51.

## Населення

### Мова
Розподіл населення за рідною мовою за даними перепису 2001 року:
| Мова       | Кількість | Відсоток |
| ---------- | --------- | -------- |
| українська | 62        | 98.41%   |
| російська  | 1         | 1.59%    |
| Усього     | 63        | 100%     |